# 니나 주크
니나 알렉세예브나 주크(러시아어: Ни́на Алексе́евна Жук, 1934년 7월 9일 ~ )는 소련의 피겨스케이팅 선수이다. 파트너이자 남편 스타니슬라프 주크와 페어를 이뤘으며, 결혼 전 성은 바쿠셰바(러시아어: Бакушева)이다. 1958년부터 1960년까지에 유럽 선수권 대회에서 은메달을 획득했으며, 유일하게 참가한 올림픽 대회인 1960년 동계 올림픽에서는 6위를 기록했다.